# José Manuel Cañas
José Manuel Cañas Reillo (Campo de Criptana, Ciudad Real, Castilla-La Mancha, 1967) es un pintor y científico español.

## Biografía
Cañas Reillo nació 1967 en Campo de Criptana. Con ocho años empezó a dibujar y a pintar en la Escuela Municipal de Dibujo y Pintura de Campo de Criptana, donde recibió clases del pintor Isidro Antequera. En estos primeros años se dedicó por entero al dibujo con lápiz y con carboncillo, así como a trabajar con técnicas como el pastel o la acuarela. Y comienza a pintar al óleo.
En 1985 se traslada a Madrid donde estudia filología clásica y filología bíblica-trilingüe, en la Universidad Complutense. Y, posteriormente, entre el año 1998 y 2000, vivió en Tubinga (Alemania).
En el año 2003 se instala en su propio estudio de pintura, en Campo de Criptana, siendo el paisaje el tema central de su obra. Y trabaja de forma paralela en el campo de la pintura, en su estudio de pintura; y de la investigación científica, en el Consejo Superior de Investigaciones Científicas.
Ha expuesto en galerías de Alemania (Fráncfort del Meno, Bochum-Hattingen), Dinamarca (Copenhague) y España (Madrid, Barcelona, Sevilla)

## Principales exposiciones individuales
- Posada de los Portales. Tomelloso (Ciudad Real). 2002.
- Ateneo Cultural. Alcázar de San Juan (Ciudad Real). 2002.
- Sparkasse Donauwörth. Donauwörth (Alemania). 2003.
- Museo Pósito. Campo de Criptana (Ciudad Real). 2004.
- Obra Social Caja de Ávila. Exposición itinerante. 2003-2004.
- Galerie im Bürgerhaus. Gröbenzell (Alemania). 2005.
- Galería Herráiz. Madrid. 2008 y 2009.
- Museo Santo Domingo. Alcázar de San Juan (Ciudad Real). 2009.

## Principal obra pictórica publicada
- 2005-Kalender. Sparkasse Donauwörth (Alemania).
- Jahresbericht Sparkasse Donauwörth 2003. Donauwörth (Alemania).
- Soko Toko Classics. Suplemento Julio de 2003. Tokio (Japón).
- El Quijote entre todos. Vol. 2, p. 49. AACHE Ediciones (Guadalajara-Toledo). 1999.
- Artistas del siglo XXI. Guía Nacional. Vol. 4, pp. 126-127. San Juan les Fonts (Gerona). 2003.

## Principal obra científica publicada
- Glosas Marginales de Vetus Latina en biblias vulgatas españolas: 1-2 Macabeos. Ed. Consejo Superior de Investigaciones Científicas. 2000. Madrid. ISBN 9788400078515.[1]

- Un testimonio inédito de Vetus latina (1 Macabeos 1,1-6,40): el Codex Hubertianus. Londres. British Museum. Add. 24142. Revista Sefarad. Vol. 61. N.º 1. 2001, pp. 57-82. ISSN. 0037-0894.[2]

- Índice griego-hebreo del texto Antioqueno en los libros históricos. Cañas Reillo y otros. Consejo Superior de Investigaciones Científicas. ISBN 8400083822.